# Odznaka „Za zasługi dla transportu Polskiej Rzeczypospolitej Ludowej”

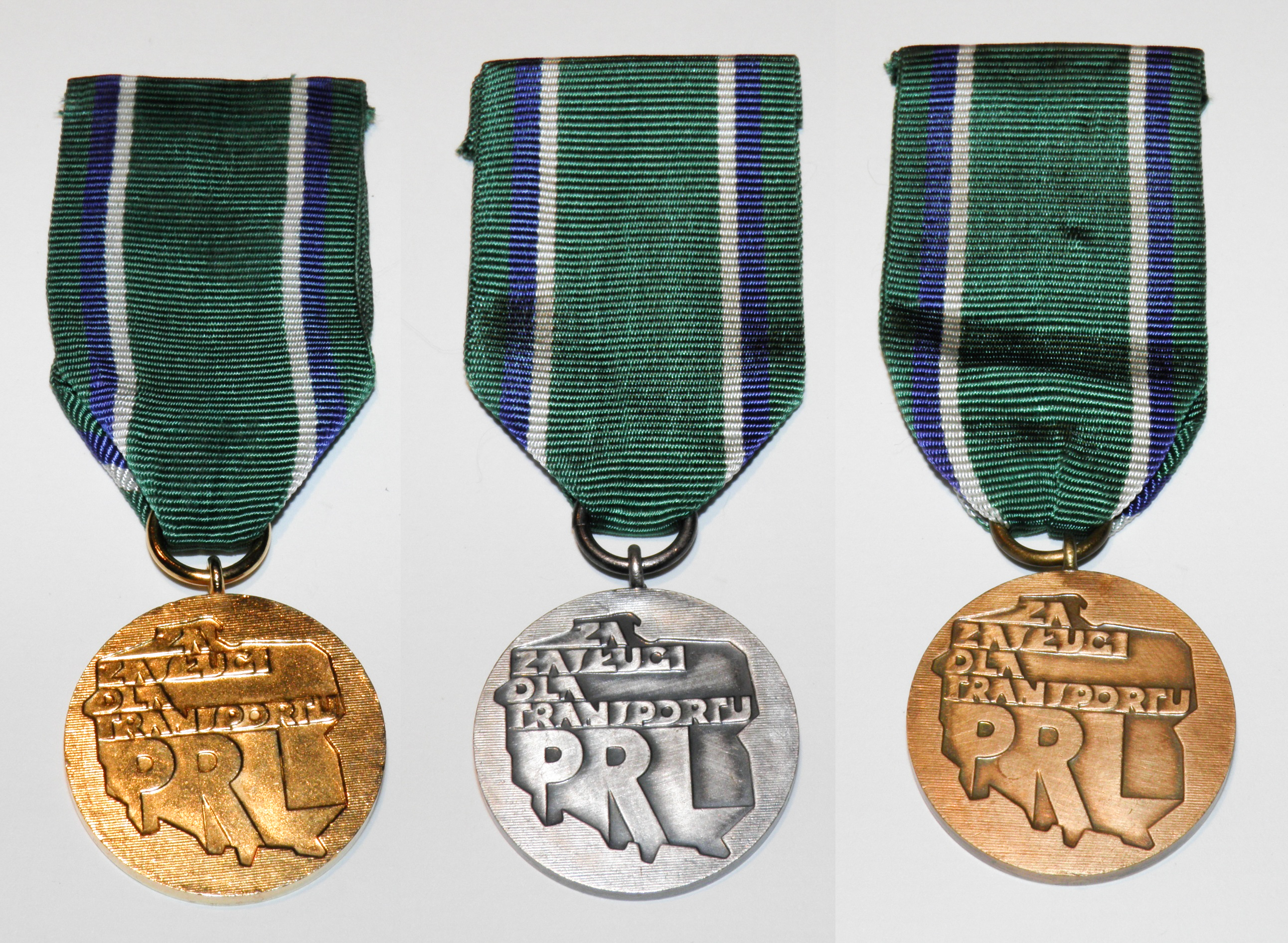
Odznaka „Za zasługi dla transportu PRL” – komplet

Odznaka „Za zasługi dla transportu Polskiej Rzeczypospolitej Ludowej” – polskie resortowe odznaczenie okresu PRL ustanowione 10 września 1976 roku przez Radę Ministrów jako zaszczytne honorowe wyróżnienie nadawane pracownikom transportu drogowego, kolejowego, lotniczego, wodnego, spedycji i drogownictwa, którzy swoją pracą i postawą szczególnie przyczynili się do osiągnięć i rozwoju tych dziedzin. Odznaka była trzystopniowa (złota, srebrna lub brązowa). Zlikwidowana została 11 maja 1996 (ustawą z 10 kwietnia 1996).

## Opis odznaki
Odznaka miała kształt medalu o średnicy 34 mm, który wykonany był z metalu brązowionego, srebrzonego lub złoconego w zależności od stopnia. Na awersie znajdował się kontur granic PRL z wytłoczonym napisem „ZA / ZASŁUGI / DLA / TRANSPORTU / PRL”, a na rewersie centralnie wybito napis „POLSKA / RZECZPOSPOLITA / LUDOWA” w trzech wierszach.